# 丁香天蛾
丁香天蛾（学名：Psilogramma increta）也称霜降天蛾，是鱗翅目天蛾科的一种，成虫翅长50～65毫米。头部黑褐色；胸背棕褐色，肩板两侧有黑色纵线，后缘有一对黑斑；腹部背中央有较细的黑色纵带，两侧有较宽的黑色纵带；前翅灰白色；后翅棕黑色。老熟幼虫体长69～71毫米，粉绿色；头圆形，淡绿色；腹部第1至第8节上有7条污白色斜纹；气门黑色，围气门片黑褐色。蛹长49～52毫米，深棕色，翅部呈棕黑色，下颚前部与身体分离，呈象鼻形。
丁香天蛾一年发生两代，成虫在5月至9月间出现，以蛹过冬；成虫散产卵于寄主叶背或叶柄上。以丁香、梧桐、女贞、梣树等植物为寄主。分布于中国、朝鲜半岛、日本等地。

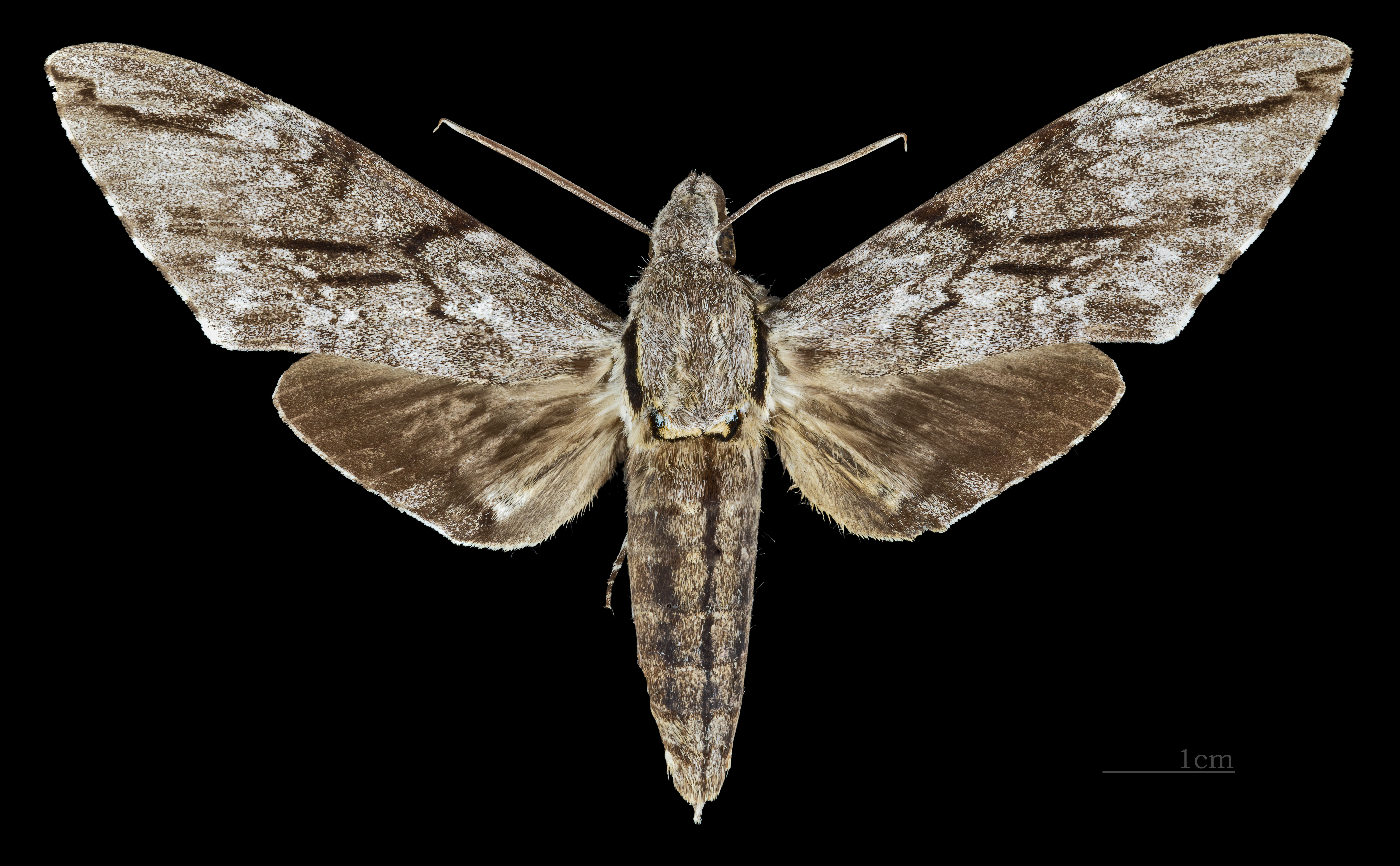
Psilogramma increta  ♂
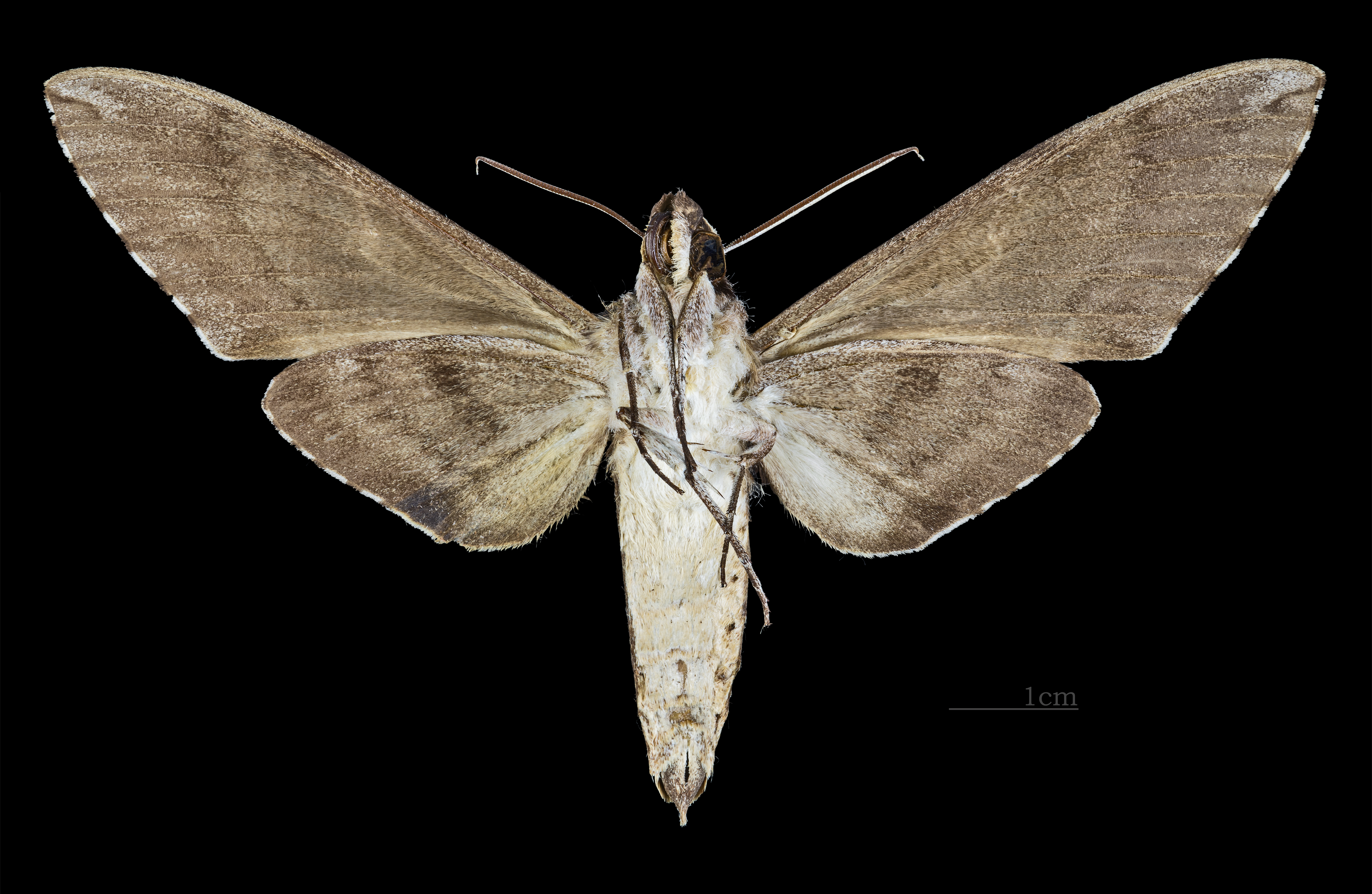
Psilogramma increta  ♂ △
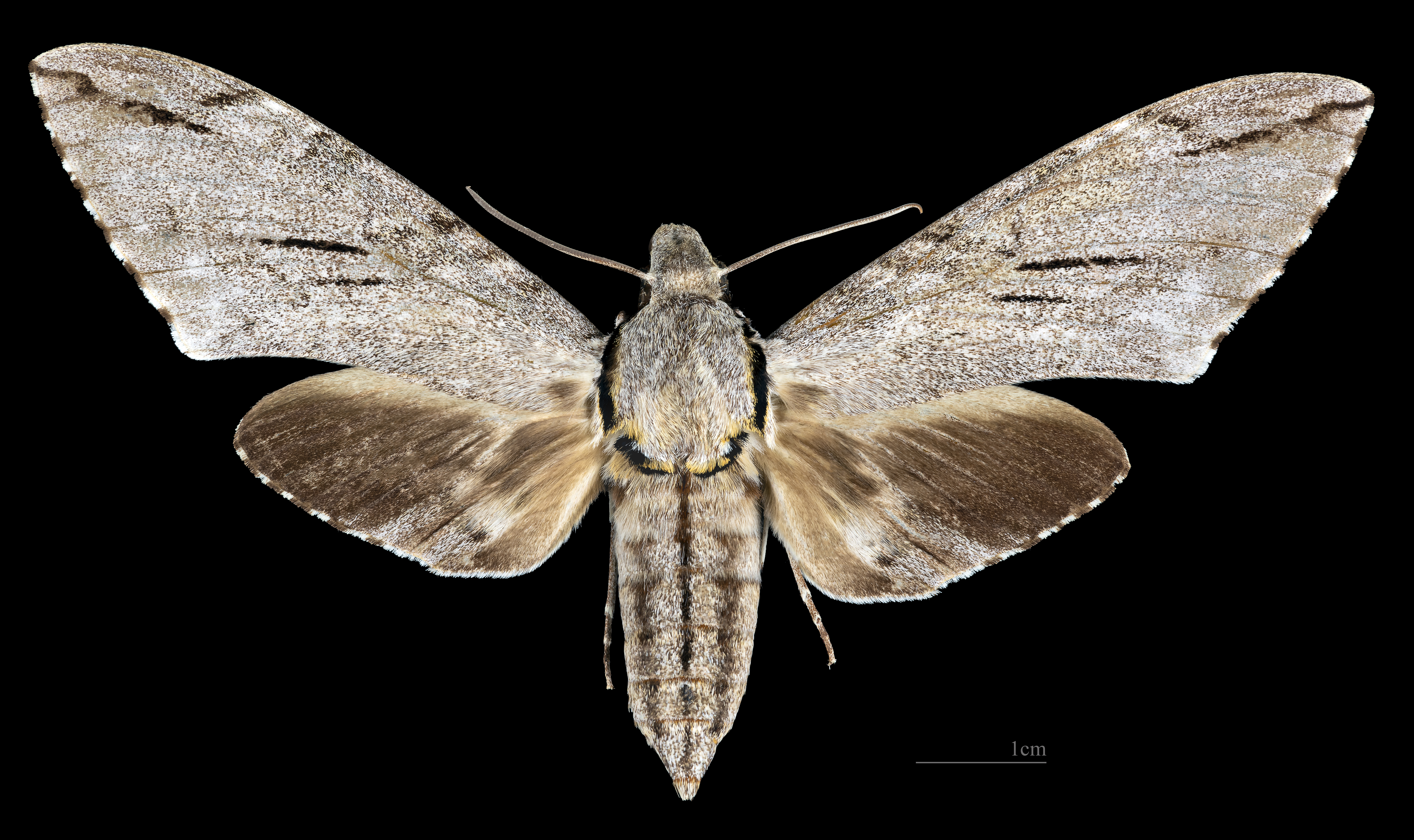
Psilogramma increta  ♀
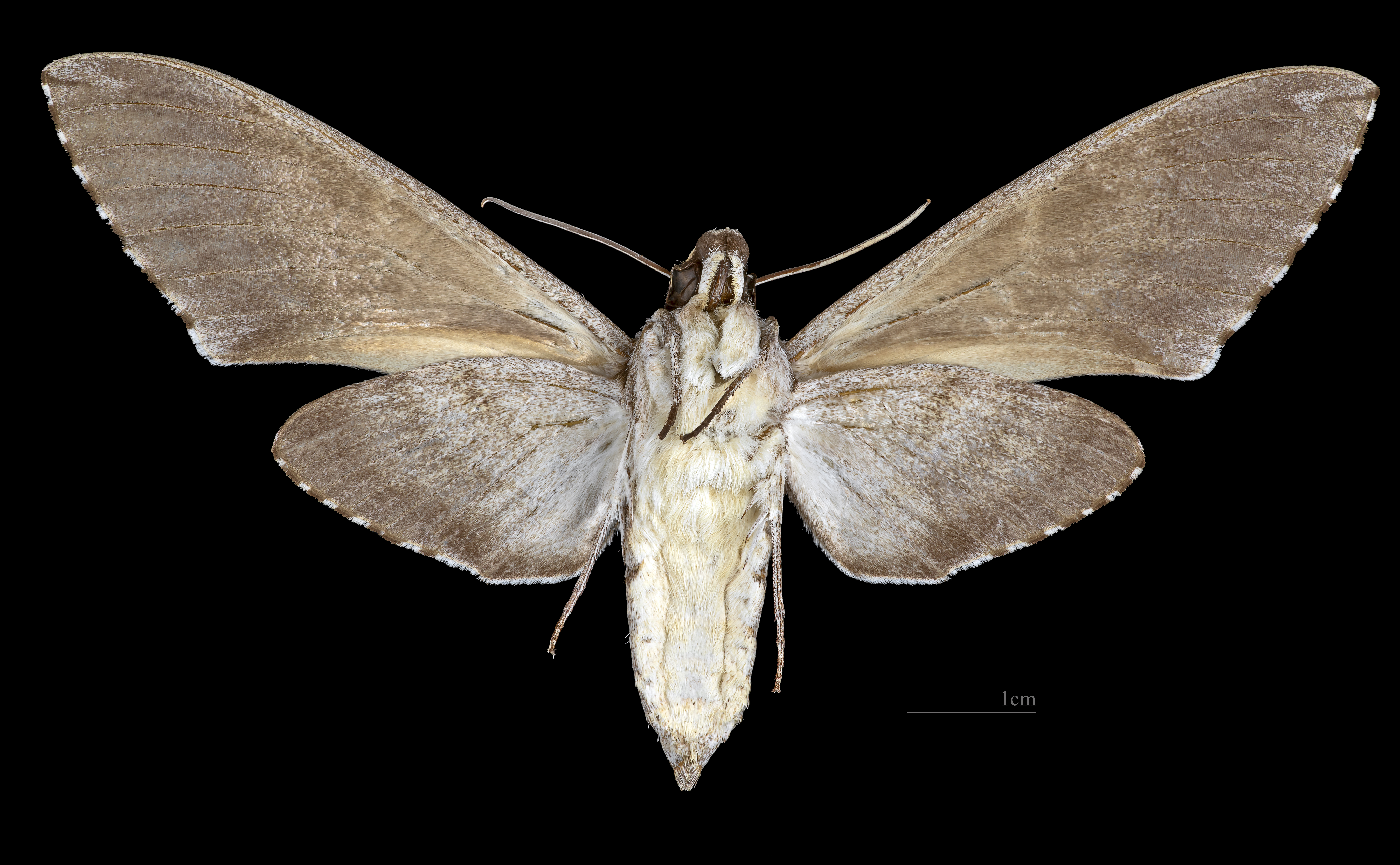
Psilogramma increta   ♀ △
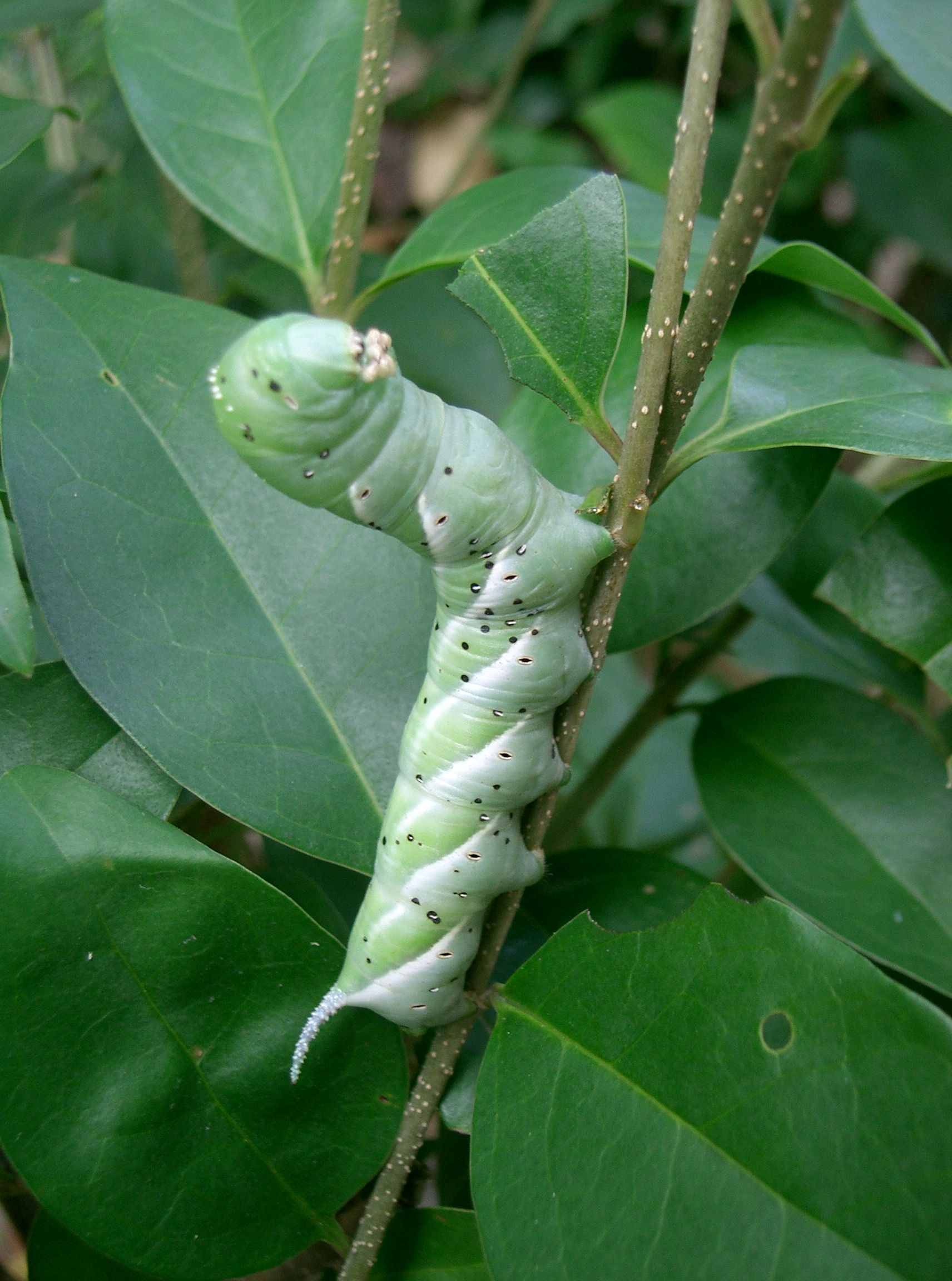
丁香天蛾幼虫

Psilogramma increta1.jpg|丁香天蛾幼虫

## 外部連結
- 霜降天蛾幼蟲--獨角獸